# ONE PIECE (テレビドラマ)
『ONE PIECE』（ワンピース）は、2023年8月31日配信のトゥモロー・スタジオ制作によるアメリカ合衆国の連続ドラマ。尾田栄一郎による同名の漫画の実写化である。スティーヴン・マエダおよびマット・オーウェンズ脚本で、原作者・尾田栄一郎も製作総指揮に参加。定額制動画配信サービス「Netflix」の独占オリジナル作品である。

## 概要
2017年7月21日の連載20周年記念記者発表会にてハリウッドで実写ドラマ化されることが発表された。2020年1月29日、Netflixにて独占配信されることが発表された。全10話構成予定であったが、全8話になることが明かされた。原作者の尾田がエグゼクティブプロデューサーとして参加する。
キャスティングについて尾田は「顔、口の大きさ、手の大きさ、雰囲気、所作、声質、演技力、身長、仲間同志のバランス etc…！世界各国のスタッフと議論を重ね、決定しました！」とコメントを寄せている。

## 登場人物・キャスト
括弧内は日本語吹替。

### 海賊

#### 麦わらの一味
モンキー・D・ルフィ
演 - イニャキ・ゴドイ、コルトン・オソリオ（幼年期）（田中真弓）
本作の主人公。ゴムゴムの実の能力者。
ロロノア・ゾロ
演 - 新田真剣佑、マクシミリアン・リー・ピアッツァ（幼年期）（中井和哉、幼年期：浦和めぐみ）
ナミ
演 - エミリー・ラッド、リリー・フィッシャー（幼年期）（岡村明美）
ウソップ
演 - ジェイコブ・ロメロ・ギブソン、ケビン・ソウラ（幼年期）（山口勝平）
サンジ
演 - タズ・スカイラー、クリスチャン・コンヴェリー（幼年期）（平田広明、幼年期：大谷育江）
トニートニー・チョッパー
声 - ミカエラ・フーヴァー

#### 赤髪海賊団
シャンクス
演 - ピーター・ガディオット、マット・ヘリントン（若い頃）（池田秀一）
ベン・ベックマン
演 - ラウド・リーベンベルク（田原アルノ）
ヤソップ
演 - スティベル・マーク（小林通孝）
ラッキー・ルウ
演 - ントランフラ・モーガン・クトゥ（土門仁）

#### アルビダ海賊団
アルビダ
演 - イリア・イソレリス・パウリノ（松岡洋子）
ヘッポコ
演 - レンダニ・ムファマディ

#### バギー海賊団
バギー
演 - ジェフ・ワード（千葉繁）
バラバラの実の能力者。
カバジ
演 - スヴェン・ルイグロク（遠藤守哉）

#### クロネコ海賊団
クロ
演 - アレクサンダー・マニアティス（橋本晃一）
シャム
演 - ビアンカ・ウーストハイゼン（庄司宇芽香）
ブチ
演 - アルバート・プレトリウス（高戸靖広）

#### クリーク海賊団
クリーク
演 - ミルトン・ショール（立木文彦）
ギン
演 - バム・リタ（小野健一）

#### アーロン一味
アーロン
演 - マッキンリー・ベルチャー3世（東地宏樹）
クロオビ
演 - ジャンドル・ル・ルー（江川央生）
チュウ
演 - レン・バリー・サイモンズ（小野坂昌也）

#### 王下七武海
ジュラキュール・ミホーク
演 - スティーヴン・ワード、テオ・ル・レイ（若い頃）（掛川裕彦）

### 過去の海賊

#### ロジャー海賊団
ゴール・D・ロジャー
演 - マイケル・ドーマン（津嘉山正種）
クロッカス
演 - クライヴ・ラッセル

#### 巨兵海賊団
ドリー
演 - ヴェルナー・コーツァー
ブロギー
演 - ブレンダン・マーリー

### その他の海賊
三日月のギャリー
演 - Nkululeko Phiri（小山力也）
船長
演 - （麻生智久）
海賊A
演 - （神谷浩史）

### 海軍

#### ガープの部隊
モンキー・D・ガープ
演 - ヴィンセント・リーガン（中博史）
海軍本部中将。
ボガード
演 - アーマンド・オーキャンプ（竹本英史）
ガープの副官の海軍本部将校。
コビー
演 - モーガン・デイヴィス（土井美加）
ヘルメッポ
演 - アイダン・スコット（永野広一）

#### スモーカーの部隊
スモーカー
演 - カラム・カー、マシュー・リーク（若い頃）
モクモクの実の能力者。
たしぎ
演 - ジュリア・レーヴァルト

#### 黒檻部隊
フルボディ
演 - ジャン・アンリ（石川英郎）

#### 海軍第16支部
ネズミ
演 - ロリー・アクトン・バーネル（西脇保）

#### 海軍第153支部
モーガン
演 - ラングレー・カークウッド（銀河万丈）
ウッカリー
演 - リチャード・ライト＝ファース

### バロックワークス

#### 社長・副社長
Mr.0
演 - ジョー・マンガニエロ
B・W社長。スナスナの実の能力者。
ミス・オールサンデー
演 - レラ・アボヴァ
B・W副社長・最高司令官。ハナハナの実の能力者。

#### オフィサーエージェント
Mr.3
演 - デヴィッド・ダストマルチャン
ドルドルの実の能力者。
ミス・ゴールデンウィーク
演 - ソフィア・アン・カルーソ
Mr.3のパートナー。
Mr.5
演 - キャムラス・ジョンソン
ボムボムの実の能力者。
ミス・バレンタイン
演 - ジャザラ・ジャスリン
Mr.5のパートナー。キロキロの実の能力者。

#### フロンティアエージェント
先代Mr.7
演 - ベン・カシマレ（竹内良太）
先代のMr.7。ゾロをバロックワークスにスカウトしたが、その場で返り討ちにあった。
Mr.9
演 - ダニエル・ラスカー
ミス・ウェンズデー
演 - チャリスラ・チャンドラン
Mr.9のパートナー。

### 革命軍

#### 総司令官
ドラゴン
演 - リゴ・サンチェス

### 東の海（イーストブルー）

#### ゴア王国

##### フーシャ村
マキノ
演 - キャスリーン・スティーブンス（大本眞基子）
ヒグマ
演 - テイマー・ブルジャック（岸野幸正）

#### シェルズタウン
リカ
演 - カムディン・ゲイリー（宇和川恵美）
リリカ
演 - ニコール・フォーチュン（疋田由香里）

#### シモツキ村
くいな
演 - オードリー・サイモン（豊嶋真千子）
くいなの父（コウシロウ）
演 - ネイサン・キャッスル（乃村健次）

#### オレンジの町
プードル
演 - （岩崎ひろし）

#### 珍獣の島

##### シロップ村
カヤ
演 - セレステ・ルーツ（國府田マリ子）
メリー
演 - ブレット・ウィリアムズ（土門仁）
バンキーナ
演 - シャンテ・グレインジャー

#### バラティエ

##### コック
ゼフ
演 - クレイグ・フェアブラス（樋浦勉）
海上レストラン「バラティエ」のオーナー兼料理長。
パティ
演 - ブラシャード・メイウェザー（稲田徹）

##### 利用客
ムーディ
演 - （内海安希子）

#### ココヤシ村
ノジコ
演 - キオマ・ウメアラ（山崎和佳奈）
ベルメール
演 - マクシミリアン・リー・ピアッツァ（日髙のり子）
ゲンゾウ
演 - グラント・ロス（塩屋浩三）

#### ローグタウン
いっぽんマツ
演 - ジェームズ・ヒロユキ・リャオ

### 偉大なる航路（グランドライン）

#### サクラ王国（旧ドラム王国）
ワポル
演 - ロブ・コレッティ
クロマーリモ
演 - アントン・デヴィッド・ジェフタ
チェス
演 - マーク・ペンウィル
ドルトン
演 - タイ・キーオ
Dr.ヒルルク
演 - マーク・ハレリック
Dr.くれは
演 - ケイティ・セイガル

#### アラバスタ王国
ネフェルタリ・コブラ
演 - センディル・ラママーシー

#### 護衛隊
イガラム
演 - ヨンダ・トーマス

### その他
ナレーション
声 - イアン・マクシェーン（大場真人）
この他にもキャベンディッシュ、フォクシー、ベラミーが手配書で登場している。

## 製作

### 企画
2017年7月21日、『週刊少年ジャンプ』編集長の中野博之は『ONE PIECE』連載20周年記念企画の一環として、トゥモロー・スタジオと集英社が共同で同作を実写ドラマ化することを発表した。原作者の尾田栄一郎はトゥモロー・スタジオCEOのマーティ・アデルスタイン、ベッキー・クレメンツと共に製作総指揮を務め、「東の海（イースト・ブルー）編」までを映像化することが明かされた。アデルスタインによると、製作費は「記録的な金額」になるという。
2020年1月、実写シリーズがNetflix配信で10話構成であることが明かされたが、最終的に8話構成で製作された。5月にアデルスタインが『Syfy Wire』の取材に応じ、8月からケープタウンのケープタウン映画スタジオで撮影を開始する予定だったが、COVID-19パンデミックの影響を受け、撮影開始が9月に延期されたことを明かしている。また、この時点で10エピソード分の脚本が完成しており、6月中にはキャスティング作業を開始することも明言している。しかし、製作総指揮・脚本家のマット・オーウェンズによって、9月時点でキャスティング作業が進んでいないことが明かされている。
2021年3月、脚本家のスティーヴン・マエダは「プロジェクト・ロジャー」のコードネームで製作が再開したことを発表した。9月にシリーズロゴが公開され、マーク・ジョブストがパイロット版の監督を務めることが明かされた。彼は監督を引き受けた理由について「脚本の明るい作風に惹かれたこと」と語っている。2022年2月、柏木亜利朱がクリエイティブ・ディレクターに就任し、タイトル・シークエンスのデザインを担当することが発表された。3月には追加キャストの発表と、マット・オーウェンズとスティーヴン・マエダが共同でショーランナーを務めることが発表された。6月にはエマ・サリバンが監督を務めることが発表された。
2023年9月7日、アデルスタインは第2シーズンの脚本が完成済みであること、SAG-AFTRAによるストライキが終了後に撮影を開始する予定であることを明かした。また、クレメンツは撮影が開始できれば12-18か月後には第2シーズンの配信が可能になるだろうと語っているが、この時点でNetflixは第2シーズンの更新を正式に発表していない。これについて、アデルスタインは「2週間以内にNetflixから発表があるのではないか」と語っており、同月14日に第2シーズンの製作が発表された。
2025年8月10日、日本の東京ビッグサイト（東京都江東区）にて行われたイベント「ONE PIECE DAY’25」の中で第3シーズンの製作が発表された。

### 物語の再構成
2023年7月、尾田は発表したコメントの中で「世間に出すには不十分な部分」について再撮影や削除を要請したことが何度もあったことを明かしている。また、ルフィの台詞について脚本上では不自然に感じた部分があったものの、ルフィ役のゴドイが実際に演じる姿を見て考えを改めたという。また、尾田は『ニューヨーク・タイムズ』の取材の中で、実写ドラマは原作よりも台詞が多くなっていることを強調して語っている。さらに「過去に実写化が失敗した例が複数存在することに不安は感じないか」という質問に対して、「ありがたいことに、Netflixは私が納得しない限り、作品を公表しないことに同意してくれました。私は脚本を読み、メモを取り、素材が適切な方法で脚色されているかを確認する番犬のような役割を果たしました」と語っている。
再構成に当たり、ガープとルフィの関係を初期の時点で明らかにし、エピソード終盤の敵としてアーロンに焦点を当てるためにクリークのエピソードを省略し、バラティエ編にアーロンを登場させている。スティーヴン・マエダによると、アーロンを第1シーズン最後の敵キャラクターに位置付けるためにバラティエ編で彼を登場させることで「最後の2エピソードに向けて物語を盛り上げることができた」と語っている。また、ガープを「より存在感のあるキャラクターにしたかった」とも語っており、物語の初期から海軍にルフィたちを追わせることで「様々な敵や悪党、海賊と出会う楽しい冒険ではなく、ルフィの背後には組織化された存在と、追跡してくる恐るべき存在がいることを示せた」と語っている。『Polygon』は海軍に物語の焦点を当てることで、「コビーが脇役から準主役に昇格することを意味し、同時に海軍の枠組みを変えることを意味している」と指摘している。また、サンジのキャラクターについて「新しいサンジは、もう女性を悩ませるような存在ではない。サンジは女性への興味を失ったわけではなく、敬意を払うようになっただけだ」と指摘している。

### キャスティング
2021年11月、麦わらの一味を演じるキャストが発表され、イニャキ・ゴドイ（モンキー・D・ルフィ役）、新田真剣佑（ロロノア・ゾロ役）、エミリー・ラッド（ナミ役）、ジェイコブ・ロメロ・ギブソン（ウソップ役）、タズ・スカイラー（サンジ役）の出演が明かされた。彼らの日本語吹替はアニメ版の声優（田中真弓、中井和哉、岡村明美、山口勝平、平田広明）が務めている。
2022年3月、Netflixは助演キャストとしてモーガン・デイヴィス（コビー役）、イリア・イソレリス・パウリノ（アルビダ役）、アイダン・スコット（ヘルメッポ役）、ジェフ・ワード（バギー役）、マッキンリー・ベルチャー3世（アーロン役）、ヴィンセント・リーガン（モンキー・D・ガープ役）、ピーター・ガディオット（シャンクス役）の出演を発表し、6月にはラングレー・カークウッド（モーガン役）、セレステ・ルーツ（カヤ役）、アレクサンダー・マニアティス（クロ役）、クレイグ・フェアブラス（ゼフ）、スティーヴン・ワード（ジュラキュール・ミホーク役）、キオマ・ウメアラ（ノジコ役）の出演が発表された。8月にはビアンカ・ウーストハイゼン（シャム役）、シャンテ・グレインジャー（バンキーナ役）、グラント・ロス（ゲンゾウ役）の出演が発表された。2023年2月にスティベル・マーク（ヤソップ役）、3月にはジャンドル・ル・ルー（クロオビ役）の出演が発表された。
2023年9月、シーズン2の製作が発表された後にジェイミー・リー・カーティスがDr.くれは役を獲得するためのロビー活動を行う意思があることを公表しており、これに対してマット・オーウェンズも彼女の起用について前向きな姿勢を見せていたが、最終的にはスケジュールの都合で出演は見送られた。2024年6月にシーズン2の新規キャストとしてダニエル・ラスカー（Mr.9役）、キャムラス・ジョンソン（Mr.5役）、ジャザラ・ジャスリン（ミス・バレンタイン役）、デヴィッド・ダストマルチャン（Mr.3役）、ヴェルナー・コーツァー（ドリー役）、ブレンダン・マーリー（ブロギー役）、クライヴ・ラッセル（クロッカス役）、カラム・カー（スモーカー役）、ジュリア・レーヴァルト（たしぎ役）、ロブ・コレッティ（ワポル役）、タイ・キーオ（ドルトン役）の出演が発表された。また、8月21日から23日にかけてケイティ・セイガル（Dr.くれは役）、マーク・ハレリック（Dr.ヒルルク役）、センディル・ラママーシー（ネフェルタリ・コブラ役）、チャリスラ・チャンドラン（ミス・ウェンズデー役）の出演が発表された。また、9月20日にはジョー・マンガニエロ（サー・クロコダイル）役、レラ・アボヴァ（ニコ・ロビン役）の出演が発表された。

### 撮影
スティーヴン・マエダによると主要撮影は2022年1月31日に開始され、8月22日に終了したという。5月にマーク・ジョブストが2エピソードの撮影が終了したことを明かし、撮影の一部はケープタウン映画スタジオで撮影されている。撮影監督のニコール・ハーシュ・ウィテカーによると、スタッフが集まったのは製作開始の6週間前だったという。

### 音楽
作曲はソーニャ・ベロウソーヴァとジョーナ・オスティネッリが手掛けている。『Polygon』のマット・パッチは音楽について「テレビシリーズの作曲家がピクチャー・ロックされたエピソードに背景音楽を散りばめていくのとは異なり、ショーランナーのマット・オーウェンズとスティーヴン・マエダはベロウソーヴァとオスティネッリに対し、エキセントリックなキャラクターや海賊チックなロケーションなど、どんな瞬間にも応じて会話ができる音楽を作曲するように指示した」と語っている。2023年8月18日にサウンドトラックの収録曲「Wealth Fame Power」が音楽配信プラットフォームからリリースされた。ベロウソーヴァによると、ルフィのテーマ曲でもある「Wealth Fame Power」は「一つの物語の終わりを告げると同時に、新たな物語の始まりを告げる曲」として、ルフィとゴール・D・ロジャーを結びつける曲であると説明している。また、同月25日にはオーロラが歌手を務める「My Sails Are Set」がリリースされ、ナミの心情をテーマにしたこの曲は「シーズン全体の音楽の集大成」とされている。

### 製作費
『ONE PIECE』第1シーズンの製作費は1億3800万ドル（1エピソード当たり約1727万ドル）となっており、他の日本の作品を原作とするNetflix作品（『Death Note/デスノート』が4000万ドル、『カウボーイビバップ』が1エピソード当たり600-700万ドル）と比較しても高額の製作費が投じられている。これは、『ストレンジャー・シングス 未知の世界』第4シーズン（2億7000万ドル）に次いでNetflix史上2番目の製作費となっている。また、他の配信サービスの作品と比較すると、Apple TV+の『See 〜暗闇の世界〜』やDisney+の『マンダロリアン』（両作とも1エピソード当たり1500万ドル）よりも高額で、HBOの『ハウス・オブ・ザ・ドラゴン』（1エピソード当たり2000万ドル）、Disney+の『ワンダヴィジョン』（1エピソード当たり2500万ドル）、Amazon Prime Videoの『ロード・オブ・ザ・リング:力の指輪』（1エピソード当たり5800万ドル）に次ぐ金額となっている。

## マーケティング
2023年6月17日、ブラジル・サンパウロのイビラプエラ公園で開催されたトゥダムで、『ONE PIECE』の配信日とオフィシャル・ティーザーが公開された。また、この様子はイビラプエラ公会堂から複数の公式チャンネルを通してYouTubeで中継された。16日から18日にかけて開催されたイベントでは、ゴーイングメリー号の実物大のレプリカが展示された。6月29日にプロモーション・ウェブサイト「Straw Hat Grand Fleet」が開設され、7月21日にはオフィシャル・トレーラーと尾田の直筆メッセージが公開された。
8月10日にNetflixは配信開始に先立ち、各国でファン・セレブレーションを開催することを発表した。このイベントは「Straw Hats Unite Across The Globe」と名付けられ、同月24日にはカリフォルニア州サンタモニカのサンタモニカ桟橋で第1話の先行上映が行われた。その後、同月29日にパリ、30日にジャカルタ・東京都・ミラノ・マニラ、31日にメキシコシティ・リオデジャネイロ・バンコクでファン・セレブレーションが開催された。また、ドイツではバーチャル・イベントが開催され、8月31日から9月10日にかけてコパカバーナビーチにゴーイングメリー号の実物大のレプリカが展示された。配信前日の8月30日には最終トレーラーが公開された。

## 評価

### 視聴時間
初週末の視聴時間は86か国で第1位にランクインし、『ストレンジャー・シングス 未知の世界』『ウェンズデー』の記録を塗り替えてNetflix史上最高記録を樹立した。8月28日-9月3日までの週間記録でも第1位を維持し、93か国でトップ10入り、46か国で第1位にランクインしており、視聴時間は1億4000万時間、視聴者数は1850万人を記録している。9月4日-同月10日までの週間記録でも引き続き第1位を維持し、視聴時間1億4570万時間、視聴者数1930万人を記録した。これにより、『ONE PIECE』は配信開始から2週間で視聴時間2億8570万時間、視聴者数3780万人を記録している。『バラエティ』は「観客の25%がヒスパニック系、19%がアフリカ系であり、競合作品よりも多様な観客を獲得している」と分析している。
Netflix共同CEOのグレッグ・ピーターズは、この結果について「非常に高いハードルを越えた」とコメントし、「批判者たちが批判するための理由を探し回っていたにもかかわらず、世界中で大人気となり成功を収めたことは素晴らしいことだと思う」と語っている。2023年に配信を開始したNetflixの新シリーズの中で、初週末に視聴時間が1億時間を超えたのは3月配信開始の『ナイト・エージェント』に続いて『ONE PIECE』が2作目となるが、『Deadline Hollywood』は初週の視聴者数については『ウェンズデー』（4300万人）、『クイーン・シャーロット 〜ブリジャートン家外伝〜』（2400万人）には遠く及ばなかったと指摘している。一方、TikTokでは配信開始から2週間で「#OnePieceNetflix」のハッシュタグが40億回の検索インプレッションを集めている。

### 批評
Rotten Tomatoesには60件の批評が寄せられ支持率は60%となっており、批評家の一致した見解は「『ONE PIECE』は魅力的で寛大な脚色によって愛すべき原作のエッセンスを取り込み、長年のファンのみならず新規の人たちをも楽しませてくれる」となっている。また、観客の批評は1万件を超えており、観客支持率は95%となっている。一方、Metacriticでは21件の批評に基づき67/100の評価を与えている。
『USAトゥデイ』のブライアン・トゥルイットは3/4の星を与え、「『パイレーツ・オブ・カリビアン』と『スコット・ピルグリム VS. 邪悪な元カレ軍団』をエネルギッシュに掛け合わせ、さらに『ドクター・フー』風味のキャンプを盛り込んだこの作品は、バッカニアの若者が失われた財宝を探し求め、その途中で人々を救い出す物語であり、『ストレンジャー・シングス 未知の世界』に対する大胆不敵なアンサーになっている」と批評している。『GamesRadar+』のローレン・ミリシは「実写化の呪縛を打ち破る作品であり、自分たちが愛した作品に新たな生命が吹き込まれる姿を見たいと願う純粋なファンによって作り出されたことが明白な作品でもある」と批評し、『ガーディアン』のジェシー・ハッセンジャーは3/5の星を与えて「『ONE PIECE』の全体的な想像力は、潤沢に見えるようで、まだまだ不十分な製作費との間で競い合っている」と批評している。『ハリウッド・リポーター』のアンジー・ハンは「キャラクターたちが感じさせる若さゆえの生への喜びに信頼を置くことで、『ONE PIECE』は10代から大人にいたるまで、心の中にいる子供たちをワクワクさせるのに十分な楽しさを与えてくれる」と批評している。『デイリー・ビースト』のコールマン・シュピルデは「このドラマは終始私たちを驚かせてくれるが、脚本はターゲット層であるティーンエイジャーと成人層の間で、堅実な中間点を見つけることに苦労しているようだ。それでも、『ONE PIECE』は原作を一切知らない視聴者を魅了するのに十分な作品に仕上がっている」と批評している。
『A・V・クラブ』のケイリー・ドレイは「サタデー・モーニング・カートゥーンの雰囲気を持つ、親しみやすい脚色だった。ざっと見ただけでも、その豊富な世界観の構築に多くの愛と配慮が注ぎ込まれていることは明白だ」と批評している。『ペースト』のイライジャ・ゴンザレスは「漫画の最初の100話とアニメの60話に相当するイースト・ブルー編に焦点を絞ったことは賢明な判断だった。説得力のある包括的なドラマを作り出し、バックストーリーを手助けするために後々の展開を早めに導入することができたので、場合によっては原作よりもまとまっているように感じられる」と批評した。『バルチャー』のアンジェリカ・ジェイド・バスティエンは、ガープとルフィの関係を早期の段階で明かした原作からの変更点について「非常に上手く機能している」と評価しており、『ザ・ヴァージ』のチャールズ・プリアム＝ムーアは「『ONE PIECE』のキーポイントは、生命の息吹を感じさせ、歴史があり、人が足を踏み入れることができる場所を表現するプロダクションデザインであり、Netflixは尾田の世界観を作り出すのに最適な、スケールが大きく細部まで丹念に作り込まれた撮影セットを数多く用意した。こうしたアニメのビジュアルを再現するのは、常にギャンブルであるが、今回は上手くいったようだ」と批評している。『ニューヨーク・タイムズ』のマイク・ヘイルは「凡庸でありふれた脚色であり、アニメの活気や個性は姿を消し、ビジネス性や、精巧だが面白みに欠けるプロダクションデザインに取って代わられた。そして、時代の流れなのだろうか、"自分を知り、自分を信じる"というテーマ性が増したようだ」と批評している。
キャストの演技について、『ガーディアン』のジェシー・ハッセンジャーは「アニメの実写化を嬉々として演じる俳優もいれば、少々嫌味ったらしく仕事をする俳優もいる。そして、何人かの助演俳優はテリー・ギリアムのコピー作品に登場するキャラクターのようなバカらしい姿をしている」と批評し、『ロサンゼルス・タイムズ』のロバート・ロイドは「ルフィの非常識なキャラクターは、致命的とまでは言えないが失敗したものと断言できる。彼の仲間になるキャラクターも恣意的でリアリティがない」と批評している。『バルチャー』のアンジェリカ・ジェイド・バスティエンは「メイン俳優の演技は素晴らしいが、助演俳優の演技には物足りなさを感じる」と批評し、『エンパイア』のデイヴィッド・オピーは「ラッドは感情豊かにナミを演じ、作品の心を体現している。真剣佑はロロノア・ゾロのストイックさを、彼の剣技と同じように見事に表現している。そして、この作品の中でイニャキ・ゴドイほど輝いている俳優は存在しなかった」と批評している。『デイリー・ビースト』のコールマン・シュピルデは「ゴドイ、真剣佑、ラッドの間には見事な化学反応が起きていたが、作品の熱狂的なエネルギーは戦闘よりも友情に多くの時間が注がれ、そのために物語は失速してしまっている」と批評した。このほか、複数の批評家からアクションシーンが高い評価を得ている。また、ウーピー・ゴールドバーグは自身が司会を務めるトークショー番組において、家族で観られる番組として、本ドラマを紹介したうえで「脚本も映像も素晴らしい。大スクリーンで観られないのが残念です」と評価している。

### 受賞・ノミネート
| 賞                                                    | 授賞式        | 部門                                   | 対象 | 結果       | 出典            |
| ----------------------------------------------------- | ------------- | -------------------------------------- | --- | ---------- | --------------- |
| 第16回メイクアップアーティスト&ヘアスタイリスト組合賞 | 2024年2月18日 | 児童・青少年番組部門ヘアスタイリング賞 | - アマンダ・ロス＝マクドナルド - ヴェラ・アリマノヴァ - オデット・レボック - アーミン・キルスタイン＝ヴェンター | ノミネート | [ 112 ]         |
| 国際映画音楽批評家協会賞                              | 2024年2月22日 | テレビ部門作曲賞                       | - ソーニャ・ベロウソーヴァ - ジョーナ・オスティネッリ                                                           | ノミネート | [ 113 ] [ 114 ] |
| 第76回全米脚本家組合賞                                | 2024年4月14日 | 児童長編・スペシャル番組部門脚本賞     | - 「Romance Dawn」 - マット・オーウェンズ - スティーヴン・マエダ                                                | 受賞       | [ 115 ]         |